# Сушець
Сушець (пол. Suszec) — село в Польщі, у гміні Сушець Пщинського повіту Сілезького воєводства.
Населення — 4380 осіб (2011).
У 1975-1998 роках село належало до Катовицького воєводства.

## Демографія
Демографічна структура станом на 31 березня 2011 року:
|          | Загалом | Допрацездатний вік | Працездатний вік | Постпрацездатний вік |
| -------- | ------- | ------------------ | ---------------- | -------------------- |
| Чоловіки | 2156    | 512                | 1499             | 145                  |
| Жінки    | 2224    | 509                | 1399             | 316                  |
| Разом    | 4380    | 1021               | 2898             | 461                  |